# 任鴻宰
任 鴻宰（イム・ホンジェ、朝鮮語: 임홍재、1901年4月1日 - 没年不詳）は、日本統治時代の朝鮮及び大韓民国の公務員、政治家。第3・4代仁川府尹。創氏改名による日本名は豊川 宰雨。

## 経歴
京畿道龍仁郡（現・龍仁市）出身。ソウル特別市の路上で拉致され、家族によって失郷私民（拉北者）申告書が出された時点での情報ではソウル刑務所（西大門刑務所）に拘禁されたとされる。以後消息不明。